# Église Saint-Martin d'Escanaffles
Pour les articles homonymes, voir Église Saint-Martin.
 (février 2023).
Si vous disposez d'ouvrages ou d'articles de référence ou si vous connaissez des sites web de qualité traitant du thème abordé ici, merci de compléter l'article en donnant les références utiles à sa vérifiabilité et en les liant à la section « Notes et références ».
En pratique : Quelles sources sont attendues ? Comment ajouter mes sources ?
L'église Saint-Martin est l'église paroissiale de la localité d'Escanaffles, section de la commune de Celles dans la province belge du Hainaut. Elle est classée monument historique en 1942.

## Histoire
Les traces du premier édifice religieux remonte au XIe siècle. On retrouve un tronçon de nef unique qui remonte au sanctuaire roman initial. A la fin du XVIème siècle, la nef avec transept, chœur et chœurs latéraux est construite en brique et grès. En 1775, l'ancienne tour est démolie et remplacée par une nouvelle en brique.
En 1878, l'architecte tournaisien Justin Bruyenne restaure l'église. Une seconde restauration se déroule en 1923, supervisée par l'architecte Clerbaux, puis une troisième de 1953 à 1957.

## Descriptif
L'église en brique et pierre bleue de Tournai est entourée d'un petit square et se compose d'une succession de styles différents dont une partie romane au centre, une tour classique et une importante partie gothique à l'est. La tour est flanquée de deux tourelles d'escalier polygonales. Trois pierres sculptées de l'époque romane se trouvent encore à l'extérieur de l'église. Il en résulte un édifice qui, outre une partie romane, comporte une nef, un chœur et un transept majoritairement gothiques, ainsi qu'une tour classique.

A l'intérieur, des colonnes en pierre bleue supportent des arcs brisés biseautés et séparent les nefs. 

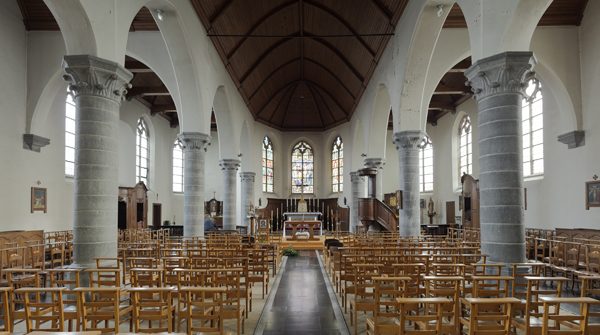
Intérieur
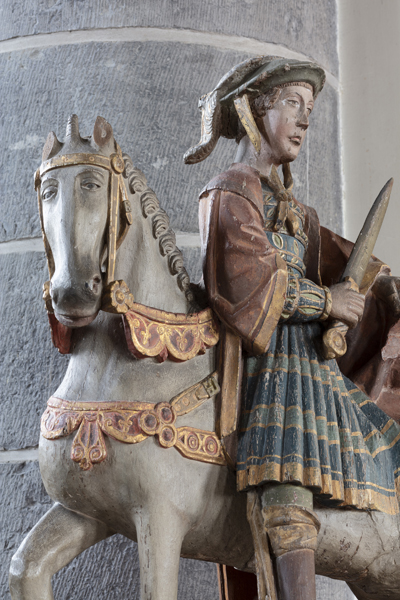
Saint Martin à cheval
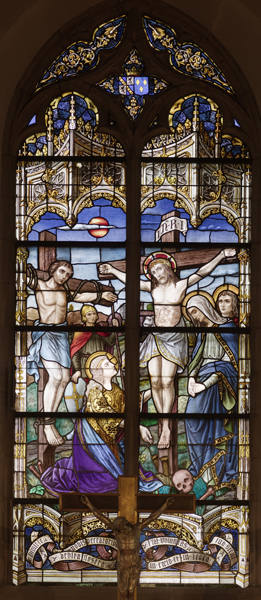
Vitrail
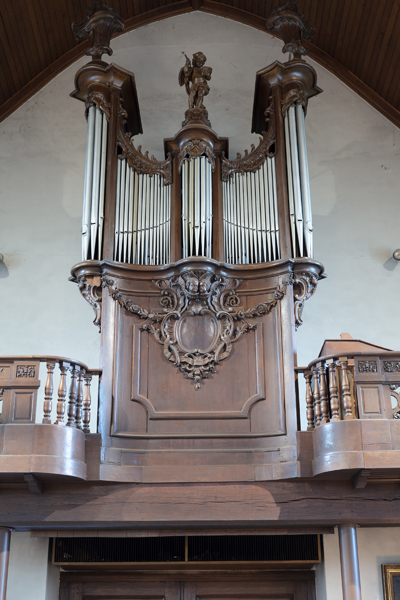
Orgue